# Personaggi di Inuyasha
Questo è un elenco dei personaggi che appaiono in Inuyasha, manga creato da Rumiko Takahashi, e nelle sue opere derivate, tra cui la serie televisiva anime.

## Protagonisti

### Inuyasha
Doppiato da: Kappei Yamaguchi (ed. giapponese), Massimiliano Alto (st. 1 e The Final Act) e Francesco Pezzulli (st. 2-6) (ed. italiana)
Inuyasha (犬夜叉?) è il protagonista della serie. Essendo stato concepito da un demone cane e da un essere umano, è un mezzodemone (han'yō). Impugna la spada Tessaiga, potente spada donatagli dal defunto padre e per la quale si scontrerà spesso con il fratellastro maggiore Sesshomaru. Ha un carattere impulsivo e precipitoso, irascibile e anche parecchio testardo, ma nel corso della serie dimostrerà di avere anche un grande cuore e di essere disposto a tutto per proteggere le persone a cui tiene. Ha la capacità, derivata dalla sua natura spiritica, di rigenerarsi rapidamente da gravi ferite che sarebbero fatali per un essere umano. Come ogni mezzodemone, c'è un periodo in cui perde la sua parte demoniaca: diventa infatti umano nelle notti di luna nuova, ma ritorna normale con l'alba. Nelle notti di luna nuova, i suoi capelli da bianco diventano neri, le orecchie da cane, le zanne e gli artigli spariscono e gli occhi perdono il loro colore dorato, diventando anch'essi neri. In questo stato, non può utilizzare il potere di Tessaiga, in quanto non ha più la sua parte demoniaca e perde l'agilità e i poteri taumaturgici che lo contraddistinguono. Si unisce a Kagome per cercare i frammenti della Sfera dei Quattro Spiriti e, nel corso della serie, instaura con lei un fortissimo e notevole legame finendo poi per sviluppare dei romantici sentimenti per lei.

### Kagome Higurashi

Kagome in Inuyasha: The Final Act

Doppiata da: Satsuki Yukino (ed. giapponese), Federica De Bortoli (st. 1 e The Final Act) e Letizia Scifoni (st. 2-6) (ed. italiana)
Kagome Higurashi (日暮 かごめ?, Higurashi Kagome) è la narratrice e coprotagonista della storia. Una giovane ragazza dell'era moderna, che frequenta la terza media e vive in un antico tempio shintoista di Tokyo insieme alla sua famiglia, composta dalla madre, il fratello minore Sōta e il nonno paterno. Nel giorno del suo quindicesimo compleanno, viene trascinata in fondo all'antico pozzo del tempio da un demone millepiedi, ritrovandosi così nell'epoca Sengoku. Dopo aver spezzato il sigillo che teneva prigioniero Inuyasha, dovrà partire con lui alla ricerca dei frammenti della Sfera dei Quattro Spiriti, che lei stessa ha distrutto. Durante il loro viaggio, inizia a provare dei sentimenti per Inuyasha, ma il carattere puntiglioso di entrambi impedisce loro di esprimere questo amore per lungo tempo. Ha un carattere estremamente dolce e generoso, sempre pronta ad aiutare gli altri, e anche nelle situazioni più complicate non si tira mai indietro, grazie al suo eccezionale coraggio e alla sua inventiva. È dotata di un enorme potere spirituale, dipendente dal fatto di essere la reincarnazione di Kikyo, che le permette di poter percepire la presenza dei frammenti della sfera ed è l'unica a poterli anche purificare dalla loro eventuale aura maligna. Da Kikyo ha ereditato inoltre una grande abilità con l'arco.

### Miroku
Doppiato da: Kōji Tsujitani (ed. giapponese) e Makoto Yasumura (Yashahime), Fabio Boccanera (ed. italiana)
Miroku (弥勒?) è un giovane e aitante monaco buddhista. Molto sensibile al fascino femminile, ha fama di gran rubacuori, anche se è un ragazzo serio e intelligente, dotato di grande saggezza e pace interiore. A causa di una maledizione lanciata da Naraku sulla sua famiglia, ha un foro sul palmo della mano destra (chiamato Foro del Vento nel manga, e Kazāana o Vortice del Vento nell'anime), da cui fuoriesce un vortice che risucchia tutto ciò che incontra se non è controllato da uno speciale rosario e che, ingrandendosi col passare del tempo, presto lo porterà alla morte. Per questo è alla ricerca di Naraku, per poterlo uccidere e sciogliere così l'anatema. Durante la sua cerca si imbatte in Inuyasha e nei suoi amici e, dopo aver tentato di derubarli, si chiarisce e continua il cammino alla ricerca di Naraku insieme a loro. Grazie ai suoi grandi poteri spirituali, è un ottimo combattente, abile nel creare potenti barriere protettive. Il suo vortice assorbe anche le entità malvagie. L'unica cosa che non può inghiottire sono il veleno e lo shouki, che appena assorbiti gli entrano in circolo avvelenandolo. In combattimento ricorre spesso anche a un bastone di metallo con un amuleto dorato sulla punta, che può distruggere i demoni grazie alle sue proprietà sacre.

### Sango
Doppiata da: Hōko Kuwashima (ed. giapponese), Stella Musy (st. 1 e The Final Act) e Emanuela D'Amico (st. 2-6) (ed. italiana)
Sango (珊瑚?) è una sterminatrice di demoni (妖怪退治屋?, yōkai taijiya), nata e cresciuta in un villaggio di cacciatori professionisti insieme al padre e al fratello minore, Kohaku. La sua vita è stata sconvolta quando ha assistito allo sterminio del suo clan per mano di suo fratello, che era manovrato da un demone ragno di Naraku. In seguito viene manipolata dallo stesso Naraku nell'attaccare Inuyasha, ma dopo lo scontro si rende conto che il demone la sta sfruttando e si unisce al gruppo dei protagonisti in cerca di vendetta e per potersi riunire al fratello. È una ninja di eccezionale abilità. Ha una vasta conoscenza dei veleni e li impiega sovente in combattimento proteggendosi al tempo stesso con una maschera antigas. Sua compagna è la demone gatto Kirara, mentre la sua arma è l'Hiraikotsu (飛来骨?), un enorme boomerang costruito con ossa di demone, potente e quasi indistruttibile.

### Shippo

Shippo e Kagome

Doppiato da: Kumiko Watanabe (ed. giapponese), Ilaria Stagni (st. 1) e Maura Cenciarelli (st. 2-6 e The Final Act) (ed. italiana)
Shippo (七宝?, Shippō) è un giovane demone volpe rimasto orfano in seguito all'attacco di due youkai. Dopo aver ricevuto l'aiuto di Inuyasha e Kagome, decide di unirsi a loro nel viaggio per riunire i frammenti della sfera. Di carattere dolce e spontaneo, è legatissimo a Kagome, che lo difende sempre dagli assalti di Inuyasha. I due tendono a litigare parecchio, molto spesso a causa degli scherzi che il piccoletto combina al mezzodemone e della sua attitudine a impicciarsi nei fatti altrui. Appare come un bambino piccolo con alcuni tratti volpini, come le orecchie e la coda. Dispone di diversi poteri demoniaci come il trasformismo, la duplicazione e le arti illusorie, ma a causa della sua giovane età non sa usarli propriamente: ad esempio, le sue trasformazioni vengono sempre tradite dalla presenza della coda. Altri suoi poteri sono il Fuoco di Volpe (狐火?, kitsunebi, chiamato Fuoco Fatuo nella prima serie dell'anime), consistente in una fiamma azzurra dall'aspetto spettrale usata perlopiù in difesa, e la Trottola gigante (潰し独楽?, Tsubushigoma), che al momento dell'apparizione rimane piccola per pochi secondi ed è usata per ingannare il nemico.

### Kirara
Kirara (雲母?) è il fedele spirito-gatto (nekomata) di Sango. Ha la pelliccia chiara, con strisce nere sulle sue due code e alle estremità delle zampe. Può assumere due forme: quella di un grande e feroce yōkai, con la capacità di volare, e quella di un'adorabile e piccola gattina. Sango usa spesso la capacità di volare di Kirara come mezzo di trasporto per mantenere il passo con la corsa di Inuyasha, spesso portando con sé anche Kagome, Miroku e Shippo.

## Personaggi ricorrenti

### Kikyo

Kikyo, Inuyasha e Kagome

Doppiata da: Noriko Hidaka (ed. giapponese), Barbara De Bortoli (st. 1 e The Final Act) e Francesca Guadagno (st. 2-6) (ed. italiana)
Kikyo (桔梗?) è una sacerdotessa dell'epoca Sengoku. Ha passato la sua vita a custodire la Sfera dei Quattro Spiriti e a proteggere il suo villaggio dagli attacchi dei demoni. Dopo essersi innamorata, ricambiata, di Inuyasha, decise di donargli la gemma per trasformarlo in un essere umano, ma cadde nell'inganno di Naraku, che prese le sembianze del suo amato e la ferì mortalmente. Prima di spirare, però, riuscì a catturare Inuyasha e a imprigionarlo all'albero millenario Goshinboku con una freccia sacra. 50 anni dopo questi eventi la strega Urasue riesce a riportare in vita la sacerdotessa sfruttando la parte dell'anima contenuta in Kagome, la reincarnazione di Kikyo giunta nell'epoca Sengoku, dandole un nuovo corpo fatto di cenere e argilla. Ma questa sua incarnazione non le assomiglia più, e nella sua anima è presente solo il rimpianto di essere una non-morta, l'odio per Naraku e il desiderio di vendetta. Dopo essersi chiarita con Inuyasha, però, in lei tornano a prevalere i sentimenti di compassione e gentilezza, e presta il suo aiuto ai gruppi di Inuyasha, Sesshomaru e Koga. Porta con sé un tradizionale saigu-yumi ("arco della sacerdotessa") e una faretra di hamaya ("frecce distruttrici del male" o "frecce distruttrici dei demoni"). Possiede l'abilità di instillare in ogni freccia un grande potere spirituale, che è stato in grado di distruggere, rendere innocuo o sigillare qualsiasi demone.

### Sesshomaru
Doppiato da: Ken Narita (ed. giapponese), Massimiliano Manfredi (st. 1), Niseem Onorato (st. 2-6) e Roberto Certomà (The Final Act) (ed. italiana)
Sesshomaru (殺生丸?, Sesshōmaru) è il fratellastro maggiore di Inuyasha. A differenza del protagonista è un demone completo, visto che anche sua madre è un demone, e in virtù del suo lignaggio disprezza moltissimo gli umani e il fratellastro, che odia poiché lo ritiene responsabile della morte del padre. All'inizio è ossessionato dall'idea di forza e potere, è convinto che la lotta sia il solo modo di sopravvivere. Per questo motivo, anche se ha ereditato dal padre la spada benefica Tenseiga, il suo obiettivo primario per lungo tempo rimane l'eredità dell'odiato fratellastro, la potente spada Tessaiga, perdendo il braccio sinistro in occasione del primo scontro con Inuyasha per ottenerla. Appare sempre stoico, enigmatico, freddo e disinteressato, anche se è implicito che la sua compassione verso il prossimo cresce progressivamente nel corso della serie, in particolare dopo l'incontro con la dolce Rin, bambina umana alla quale Sesshomaru si affeziona. Viaggia insieme a Jaken, Rin, Ah-Un e Kohaku. In quanto demone maggiore è dotato di intelligenza e capacità fisiche e sensoriali sovrumane e molti altri poteri demoniaci. Di solito appare in forma umana ma può trasformarsi a piacimento nella sua vera forma, quella di un gigantesco cane dalla pelliccia argentea e dagli occhi rossi. Nel corso della serie brandisce tre spade differenti: Tenseiga (天生牙? lett. "Zanna nata dal cielo", conosciuta anche come "Zanna immortale" o "Zanna del cielo"), che può resuscitare i morti, causare grandi danni ai non-morti e proteggere il portatore da attacchi potenzialmente letali; Tōkijin (斗鬼神? lett. "Dio che sfida i demoni"), che può emettere potenti scariche di energia ed è l'arma che usa maggiormente finché non la rompe; infine, una volta superata completamente la sua ossessione per Tessaiga, nel suo braccio rigenerato si manifesta Bakusaiga (爆碎牙? lett. "Zanna esplosiva), che ha il potere di decomporre qualsiasi materiale con cui entra in contatto annullando qualsiasi facoltà rigenerativa.

### Jaken
Doppiato da: Yūichi Nagashima (ed. giapponese), Vittorio Stagni (st. 1 e The Final Act) e Fabrizio Mazzotta (st. 2-6) (ed. italiana)
Jaken (邪見?) è un demone lucertola, fedele servitore di Sesshomaru e protagonista di molti momenti comici all'interno della narrazione, in quanto viene spesso maltrattato dal suo signore a causa di errori o commenti poco felici. Nell'anime viene raccontato che ebbe salva la vita grazie a Sesshomaru, che uccise un enorme demone minaccioso, anche se non lo fece per lui ma solo perché il demone gli intralciava la strada. Da quel momento divenne suo fidato accompagnatore, affascinato dalla potenza e dalla gelida maestà del padrone. Ha l'aspetto di una lucertola verde e ha un'arma particolare, il Nintōjō (Bastone Ninto), regalatogli dallo stesso Sesshomaru, dotato di due teste, una maschile che può sputare fuoco, ed una femminile che è servita a rintracciare l'ubicazione della tomba del padre di Sesshomaru. Ha inoltre lo specifico compito di proteggere a ogni costo Rin, così è costretto a rischiare molte volte la propria vita per difenderla. Spesso si mostra geloso nei confronti della ragazzina, per cui Sesshomaru prova dei sentimenti mai provati per lui, ma l'affetto che la bambina dimostra anche nei suoi confronti lo porteranno ad affezionarsi alla piccola, anche se cerca di non ammetterlo.

### Rin
Doppiata da: Mamiko Noto (ed. giapponese), Letizia Ciampa (ed. italiana)
Rin (りん?) è una bambina che viveva in una baracca diroccata e aveva perso la parola dopo aver assistito alla morte della sua famiglia per mano di alcuni banditi. Mal sopportata dai suoi stessi compaesani e costretta a vivere grazie a dei furtarelli, un giorno soccorre Sesshomaru, stremato e ferito dopo uno scontro con Inuyasha. Successivamente viene uccisa dai lupi di Koga, che avevano assalito il suo villaggio, ma viene riportata in vita grazie a Tenseiga, sia per provare il potere della spada ma soprattutto come gesto di compassione verso la bimba che gli aveva mostrato cortesia. Da quel momento decide di seguire Sesshomaru, ricomincerà a parlare e lentamente, con il procedere della storia, la sua gentilezza ed innocenza unità alla sua lealtà verso il demone riusciranno a mitigarne il comportamento. Per i tragici eventi capitati alla sua famiglia, svilupperà timore per il mondo umano, ritenendo gli uomini più spaventosi degli stessi demoni. Sesshomaru la proteggerà continuamente durante tutta la serie, mostrando persino dolore quando l'anima della bambina si perde nell'aldilà, e sarà la madre del demone, impietosita dalla disperazione del figlio, a riportarla in vita. Si affezionerà molto anche a Kohaku, quando lui si unirà al loro gruppo. Tre anni dopo la fine della storia, viene rivelato che Sesshomaru l'ha lasciata al villaggio con Kaede per abituarla al mondo umano, così che sia poi lei, una volta cresciuta, a decidere se vuole restare al villaggio o tornare a viaggiare con lui.

### Kohaku
Doppiato da: Akiko Yajima (st. 1-6 e The Final Act) e Ryōhei Kimura (Yashahime) (ed. giapponese), Giulio Renzi Ricci (st. 1) e Fabrizio De Flaviis (st. 2-6 e The Final Act) (ed. italiana)
Kohaku (琥珀?) è il fratello minore di Sango e apprendista sterminatore di demoni. Durante la sua prima missione in un castello di un nobile, lui e il gruppo di sterminatori cadono in una trappola architettata da Naraku. La sua mente viene controllata da un demone ragno di Naraku, che lo spinge a uccidere tutti i presenti e a ferire gravemente Sango, mentre lui viene ucciso dalle guardie del castello. Dopo essere morto, viene riportato in vita tramite un frammento della sfera impiantatogli da Naraku nella schiena, che gli cancella anche la memoria, per cui non ricorda né sua sorella né quella tragica esperienza. Essendo in questo stato di perpetua amnesia, viene sfruttato da Naraku per i suoi loschi scopi e mandato a combattere contro Inuyasha e Sango, utilizzando il legame con la sorella per sporcare la sfera di odio e rancore. Col tempo comincia piano piano a riacquistare i ricordi e si ribella a Naraku, che rivuole il suo frammento della sfera. Dopo questo fatto, si unisce prima a Kikyo per un breve periodo e successivamente al gruppo di Sesshomaru. Tre anni dopo la fine della storia, viene rivelato che ha intrapreso un viaggio per diventare uno sterminatore di demoni. La sua arma preferita è una kusarigama.

### Koga

Koga e Inuyasha

Doppiato da: Taiki Matsuno (ed. giapponese), Corrado Conforti (st. 2-6) e Gianluca Crisafi (The Final Act) (ed. italiana)
Koga (鋼牙?, Kōga) è il giovane capo della tribù di demoni lupo Yoro. Dall'aspetto di un ragazzo con occhi azzurri e capelli neri che sono sempre legati in una coda di cavallo, inizialmente viene introdotto come avversario dei protagonisti, poiché anche lui è alla ricerca dei frammenti della sfera, di cui ne possiede tre: due incastrati nelle gambe e uno nel braccio destro. Grazie ai due frammenti della sfera conficcati nei suoi gambali, riesce a muoversi a una velocità elevatissima e i suoi rapidi movimenti sono accompagnati da un turbine di vento. Dopo aver rapito Kagome, se ne innamora rapidamente, entrando così in diretta competizione amorosa con Inuyasha, con il quale svilupperà per tutta la serie un forte rivalità. Anche lui cerca Naraku per vendicare la morte della maggior parte dei suoi compagni, uccisi in un tranello da Kagura. In seguito, entrerà in possesso di un'arma molto potente di nome Goraishi (五雷 指?). Durante una delle battaglie decisive della storia, Naraku riuscirà a prendere i suoi frammenti, che privo di essi si ritira dalla battaglia, lasciando il compito al gruppo di Inuyasha.

## Antagonisti

### Naraku
Doppiato da: Hiroshi Yanaka (st. 1) e Toshiyuki Morikawa (st. 2-6 e The Final Act) (ed. giapponese), Andrea Ward (ed. italiana)
Naraku (奈落?) è l'antagonista principale della serie. È un mezzodemone ragno, originatosi dall'unione tra centinaia di demoni minori e Onigumo (鬼蜘蛛?), un bandito gravemente ustionato che fu trovato e curato da Kikyo. Onigumo iniziò a provare una passione carnale per Kikyo e, pur di arrivare a possederla, strinse un patto con i demoni attratti dalla sua oscurità, che in cambio della sua anima gli offrirono un nuovo corpo, generando così Naraku. Appare originariamente sotto forma di una figura incappucciata, con indosso un abito fatto di pelle di babbuino, in seguito assume definitivamente le sembianze del giovane signore Kagewaki Hitomi, con una lunga chioma corvina e occhi rossi. Dopo aver assorbito la sfera dei quattro spiriti, completa la sua trasformazione in demone diventando un gigantesco ragno nero. Malvagio e manipolatore, utilizza ogni sorta di strategia e sotterfugio per raggiungere i propri scopi. Il suo obiettivo è appropriarsi della Sfera dei Quattro Spiriti e liberarsi della sua parte umana per incrementare ancora di più la sua potenza. È il principale responsabile delle tragedie che hanno colpito gli altri personaggi, infatti fu lui a mettere contro Inuyasha e Kikyo, maledire il nonno paterno di Miroku, sterminare il clan di Sango manipolando Kohaku e aver ucciso tutti i compagni della tribù di Koga. Le sue abilità di base gli permettono di cambiare forma e di assorbire i suoi avversari. Inoltre possiede diverse abilità velenose, come produrre un micidiale miasma (瘴 気?, shōki), e la capacità di creare sue emanazioni, cioè parti del suo corpo che si separano e diventano demoni ai suoi ordini, da usare come servitori o per liberarsi di parti non necessarie. Le emanazioni che crea sono: Kanna, Kagura, Goshinki, Juromaru, Kageromaru, Muso, "il Bambino", Hakudoshi e Byakuya. Come mezzodemone, anche lui ha dei periodi in cui perde provvisoriamente i propri poteri, ma a differenza di Inuyasha può decidere quando. Nel manga viene distrutto da Inuyasha con Meidō Zangetsuha, invece nell'anime dal desiderio di Kagome.

### Muso
Doppiato da: Hiroshi Yanaka (ed. giapponese), Vittorio Guerrieri (ed. italiana)
Muso (無双?, Musō) è una particolare emanazione di Naraku, ove è contenuta l'anima di Onigumo e il suo cuore, liberato dal mezzodemone per vedere se riusciva a eliminare il collegamento con il brigante, che non gli permette di uccidere Kikyo e che lo rende un demone incompleto. Può essere considerato altri che Onigumo stesso, uscito infine da Naraku. Inizialmente, ha le sembianze di un uomo senza volto e per questo uccide numerosi esseri umani e strappa loro il volto per trovarne uno che si adatti alla sua faccia. Alla fine, si imbatte in un monaco di nome Muso. Dopo averlo ucciso, trova il suo volto di gradimento e decide quindi di tenersi la faccia e di usare anche il suo nome, dal momento che il demone non ha alcun ricordo del suo passato e ignora la sua identità. Preso dalla sua follia, stermina villaggi, macchiandosi di crimini di ogni genere, finché non incontra Inuyasha e gli altri. Alla vista di Kagome, il demone inizia a rammentare la sacerdotessa Kikyo e la sua identità. Viene infine riassorbito da Naraku, perché il mezzo demone si accorse di non essere ancora in grado di recidere il suo legame con lui, e che la sua anima gli era indispensabile come collante per i demoni che formano il suo corpo.

### Kagura
Doppiata da: Izumi Ōgami (ed. giapponese), Cinzia De Carolis (ed. italiana)
Kagura (神楽?) è la seconda emanazione creata da Naraku, ma la prima a comparire. È la signora del vento, capace di controllare le correnti d'aria, creare turbini e tornadi tramite il suo ventaglio. Si sposta volando su una piuma gigante. Di carattere ribelle e audace, è obbligata a servire Naraku, in quanto lui la ricatta tenendo prigioniero il suo cuore nella sua mano destra. Conturbante e misteriosa, tenta più e più volte di trovare il punto debole del suo creatore, in maniera tale da sconfiggerlo e svincolarsi così dal suo controllo. D'altra parte, Naraku è consapevole dei suoi tradimenti e la tiene d'occhio usandola come esca per mettere alla prova la forza dei suoi nemici. Ha inoltre un debole per Sesshomaru, ne è attratta e inoltre lo considera l'unico in grado di sconfiggere il suo perfido padrone. Alla fine, viene uccisa da Naraku per averlo tradito apertamente per proteggere Kohaku.

### Kanna
Doppiata da: Yukana Nogami (ed. giapponese), Gemma Donati (st. 2-6) e Agnese Marteddu (The Final Act) (ed. italiana)
Kanna (神無?, Kan'na) è la prima emanazione creata da Naraku con l'obiettivo di distruggere la spada di Inuyasha. Demone incarnazione dell'evanescenza, ha le sembianze di una pallida bambina con una lunga chioma nivea. A differenza delle altre emanazioni di Naraku, non possiede il suo odore e la sua aura demoniaca, non sembra provare emozioni e segue sempre fedelmente gli ordini del suo padrone, pur sapendo di essere utilizzata solo come uno strumento nei suoi piani, motivo per cui è l'unica persona di cui Naraku si fida. È dotata di uno specchio magico, capace di rubare le anime sia degli esseri umani sia dei demoni. Inoltre, può riflettere ogni attacco, grazie alla superficie dello specchio, ma può anche essere utilizzato per prevedere il futuro o per seguire eventi che accadono lontano. Successivamente, dopo un tentativo fallito di distruggere Tessaiga, Naraku le ordina di suicidarsi frantumandosi, come ultimo tentativo di distruggere il gruppo di Inuyasha. Lei obbedisce, ma come suo unico atto di sfida a Naraku sfrutta questa opportunità per mostrare a Kagome la chiave per sconfiggerlo. In seguito, un frammento del suo specchio viene assorbito da Tenseiga, ma alla fine Sesshomaru lo distrugge definitivamente frantumandolo contro Tessaiga, che assorbe così Meidō Zangetsuha.

### Il Bambino
Doppiato da: Ai Kobayashi (ed. giapponese), Gabriele Patriarca (ep. 123-126) e Stefano Mondini (ep. 135, 141) (ed. italiana)
"Il Bambino" (赤子?, Akago) è un neonato generato da Naraku per liberarsi del cuore di Onigumo e con esso del punto debole nei confronti di Kikyo. Affidato a Kagura, può possedere chiunque abbia dell'oscurità nel cuore, dovuta a sentimenti come dolore, rabbia o gelosia. Il suo scopo principale è rintracciare i frammenti rimanenti della Sfera dei Quattro Spiriti scrutando nel cuore delle persone con un elevato potere spirituale come Kagome o monaci. Uno di essi, però, prima di morire, riesce a tagliarlo in due, che si separa in due entità distinte: da una nasce Hakudoshi e dall'altra un infante, che viene affidato a Kanna e che contiene ancora il cuore di Onigumo e quindi rappresenta l'unico punto debole di Naraku. Il suo nome in giapponese è un termine poco comune, che significa "neonato". Nel doppiaggio italiano viene chiamato solitamente "il Bambino" e nella serie The Final Act Kagura si riferisce a lui con l'originale giapponese "Akago".

### Hakudoshi
Doppiato da: Ai Kobayashi (ed. giapponese), Stefano De Filippis (st. 6) e Antonella Baldini (The Final Act) (ed. italiana)
Hakudoshi (白童子?) è l'ottava emanazione di Naraku, nata dalla parte inferiore del Bambino in seguito alla divisione effettuata da un potente monaco. Si presenta con l'aspetto di un ragazzino che brandisce un'alabarda e cavalca un cavallo demoniaco di nome Entei. Dal momento che è nato dalla parte priva del cuore, non può morire finché non viene distrutto il cuore che risiede nell'altra metà del Bambino. Come lo stesso Naraku, è sadico e ama provocare il caos. Successivamente complotta per sostituirsi a Naraku e prendere la sfera dei quattro spiriti. Viene risucchiato e ucciso da Miroku con il vortice del vento.

### Moryomaru
Doppiato da: Masaki Terasoma (ed. giapponese), Roberto Draghetti (ed. italiana)
Moryomaru (魍魎丸?, Mōryōmaru) è un demone creato da Hakudoshi sezionando numerose parti di demone e usando l'haku degli umani per manovrarlo. È un essere umanoide, alato, in grado di rigenerarsi e assorbire demoni ed energia demoniaca. Dopo essere stato testato da Hakudoshi, viene inserito nel corpo di un defunto asceta chiamato Goryomaru. Questi crede di aver soggiogato il demone e usa il suo braccio come anfora per sparare fasci di aura demoniaca. Dopo la morte di Goryomaru, usando l'haku, il Bambino attacca Kikyo ma senza risultato. A questo punto il Bambino viene inserito dentro al demone come anima, quindi in grado di manovrarlo, e dunque Moryomaru diviene la sua armatura. Il demone inizia piano piano a potenziarsi, assorbendo il potere rigenerativo di due demoni chiamati Kinka e Ginka, la corazza di Meioju e il Kongosoha di Inuyasha, venendo in possesso anche di due frammenti della sfera. Dopo alcuni combattimenti contro Inuyasha, Koga e Sesshomaru, finiti senza vincitori, decide che è arrivato il momento di assorbire Naraku, dal momento che quest'ultimo non può essere ucciso perché privo del cuore e, nello stesso tempo, lo stesso Naraku non può uccidere Moryomaru perché contiene il suo cuore e quindi ucciderebbe sé stesso. Inizialmente, sembra avere la meglio su Naraku, riuscendo ad assorbirlo, ma in realtà il mezzodemone aveva pianificato di inglobarlo dall'interno, riuscendovi.

### Byakuya
Doppiato da: Mitsuaki Madono (ed. giapponese), Andrea Lavagnino (ed. italiana)
Byakuya dei Miraggi (夢幻の白夜?, Mugen no Byakuya), chiamato Byakuya dell'Illusione nell'anime, è l'ultima emanazione di Naraku, creato dopo la morte di Hakudoshi e Kagura. A dispetto delle altre emanazioni, svolge nella maggior parte dei casi il ruolo di osservatore oppure esegue dei piccoli compiti. Ha un carattere ambiguo, con delle connotazioni comiche, e segue fedelmente gli ordini di Naraku. La sua abilità principale è quella di creare miraggi illusori, può staccare un occhio e mandarlo in ricognizione per seguire gli avvenimenti da lontano, porta una spada senza lama che può assorbire i poteri, ma che userà solo alla fine, e vola con l'ausilio di un origami a forma di gru. Si dimostra molto agile nel muoversi e nel darsela a gambe, usando dei fiori per ingannare l'avversario. Nella battaglia finale, viene ucciso da Inuyasha, che lo divide in due lanciando una Meidō tagliente.

### Bankotsu
Doppiato da: Takeshi Kusao (ed. giapponese), Giorgio Borghetti (ed. italiana)
Bankotsu (蛮骨?) è il leader e il più forte della banda della Squadra dei Sette, un gruppo di potenti mercenari che, a causa della loro sete di sangue, vennero catturati e decapitati dai signori feudali prima dell'inizio della storia. Viene riportato in vita da Naraku, insieme al resto della banda, usando i frammenti di gioielli Shikon, per distrarre Inuyasha e gli altri. È un ragazzo esile e muscoloso. La sua arma è una pesantissima alabarda Banryu (蛮竜?, Banryū, lett. "dragone barbaro"), che riesce a impugnare grazie alla sua forza brutale con un solo braccio. Sull'isola di Hijiri combatte contro Inuyasha, privato dei poteri di Tessaiga per via di un sigillo spirituale di Hakushin, ma lo scontro finisce senza vincitori. Viene poi sconfitto e ucciso da Inuyasha all'interno del monte Hakurei.

### Demone della sfera
Il demone della sfera (四魂の玉を生み出した合体妖怪?, Shikon'notama o umidashita gattai yōkai) è il gigantesco demone drago che alberga nella parte oscura della Sfera dei Quattro Spiriti. Cinquecento anni prima, durante il turbolento periodo Heian, sfruttando un essere umano che amava Midoriko, una miriade di demoni minori (draghi, ragni e orchi) si fusero prendendone le sembianze e, lottando per sette giorni e sette notti contro la sacerdotessa, diedero vita alla sfera. All'interno della sfera, la sua anima e quella di Midoriko si combattono in un'eterna battaglia senza fine. Nel manga viene distrutto da Inuyasha con Meidō Zangetsuha, invece nell'anime dal desiderio di Kagome.

#### Magatsuhi
Doppiato da: Takeshi Kusao (ed. giapponese), Alessandro Quarta (ed. italiana)
Magatsuhi (曲霊?, Magatsuhi) è l'incarnazione delle anime dei demoni imprigionati nella Sfera dei Quattro Spiriti. Nel corso della serie, Naraku lo fa uscire da essa e si crea un corpo temporaneo da demone usando i frammenti del corpo del mezzodemone, assumendo le sembianze di un uomo corazzato, con i capelli bianchi e gli artigli. Viene distrutto da Sesshomaru grazie a Inuyasha.

## Altri personaggi

### Kaede
Doppiata da: anziana: Hisako Kyōda (ed. giapponese), Solvejg D'Assunta (st. 1), Cristina Grado (st. 2-6) e Silvia Tortarolo (The Final Act) (ed. italiana); bambina: Mika Itō (ed. giapponese), Letizia Ciampa (st. 1), ? (st. 6 e The Final Act) (ed. italiana)
Kaede (楓?) è l'anziana sorella minore di Kikyo e sacerdotessa anch'essa. Molto saggia, competente e dotata di grandi poteri spirituali, con cui aiuta sempre chi ne ha bisogno, è anche abile nel curare le ferite. Cieca da un occhio fin da piccola, è stata la prima a intuire che Kagome era la reincarnazione di Kikyo. Dispone sempre di sostegno e di buoni consigli per il gruppo di Inuyasha e Kagome. È lei a incaricare Inuyasha e Kagome di trovare tutti i frammenti della Sfera dei Quattro Spiriti e a regalare a Kagome il rosario magico con cui tiene a bada Inuyasha. Alla fine della serie originale, Sesshomaru le affida Rin affinché impari e conosca il mondo degli esseri umani.

### Myoga
Doppiato da: Ken'ichi Ogata (ed. giapponese), Oreste Lionello (st. 1), Mino Caprio (st. 2-6 e The Final Act) (ed. italiana)
Myoga (冥加?, Myōga) è un minuscolo demone pulce, custode della tomba del padre di Inuyasha. Di tanto in tanto, scorta il mezzodemone durante il suo cammino alla ricerca di Naraku e della sfera. Profondo conoscitore del mondo demoniaco, diventa anche un prezioso consigliere di Inuyasha, grazie alla sua esperienza e perspicacia. Ha il vizio, essendo una pulce, di succhiare il sangue di umani e demoni, in particolare quello di Inuyasha. Non è particolarmente utile in battaglia perché, appena vede una situazione pericolosa, non esita ad abbandonare tutto e tutti e a scappare lontano dalla mischia.

### Totosai
Doppiato da: Jōji Yanami (ed. giapponese), Giancarlo Padoan (st. 2-6) e Michele Kalamera (The Final Act) (ed. italiana)
Totosai (刀々斎?, Tōtōsai) è un fabbro costruttore di spade, tra i migliori dell'epoca Sengoku, ed è colui che, sotto mandato del padre di Inuyasha, ha realizzato Tessaiga e Tenseiga. Questo anziano fabbro ferraio compare di solito per istruire Inuyasha sui poteri nascosti di Tessaiga o per riparare i danni occorsi alla spada magica. Ha la particolare capacità di soffiare fuoco dalla bocca, cosa che gli consente di fabbricare in pochissimo tempo armi di tutti i tipi. Generalmente impugna un enorme martello da forgia ed è accompagnato da un insolito bue volante con tre occhi.

### Ah-Un
Ah-Un (阿吽?, Aun) è la fedele bestia yōkai di Sesshomaru. Nonostante abbia vissuto tanti anni con Sesshomaru, quest'ultimo non gli ha mai dato un nome, fino a quando al suo gruppo non si è unita Rin, che ha chiamato Ah la testa destra e Un quella sinistra. In più occasioni protegge Rin e Jaken. Può sparare fulmini verdi dalla testa sinistra e fulmini blu dalla testa destra, inoltre sa anche volare. Si dimostra pacifico e obbediente con Sesshomaru e soprattutto con Rin che ha soccorso e aiutato molte volte, ma solo occasionalmente con Jaken. È erbivoro.

### Ginta e Hakkaku
Doppiati da: Ginta: Hiroyuki Yoshino (ed. giapponese), Alessandro Vanni (st. 2-4 e The Final Act) e Gabriele Lopez (st. 5-6) (ed. italiana); Hakkaku: Daisuke Kishio (ed. giapponese), Gianluca Musiu (ed. italiana)
Ginta (銀太?) e Hakkaku (白角?) sono gli unici sopravvissuti del clan di Koga, sfuggiti al massacro compiuto da Kagura su mandato di Naraku. Purtroppo per Koga sono praticamente inutili in battaglia. Hakkaku è il demone con il ciuffo bianco da punk, mentre Ginta è quello con la ciocca nera. Seguono dappertutto il loro capo, anche se faticosamente, poiché non hanno le gambe potenziate dalla sfera come lui. Cercano sempre di farlo ragionare quando è troppo impulsivo e gli danno consigli su come comportarsi quando incontra Inuyasha e Kagome.

### Sota Higurashi
Doppiato da: Akiko Nakagawa (ed. giapponese), Alessio Puccio (st. 1-3), Alessio Nissolino (st. 3-6) e Gabriele Castagna (The Final Act) (ed. italiana)
Sota Higurashi (日暮草太?, Higurashi Sōta) è il fratello minore di Kagome. Frequenta le scuole elementari e ha soprannominato Inuyasha "fratellone". Adora il fatto che la sorella combatta i demoni e ammira molto Inuyasha.

### Sacerdote Higurashi
Doppiato da: Ginzō Matsuo (ep. 1-40), Katsumi Suzuki (ep. 41-193) (ed. giapponese), Vittorio Congia (st. 1), Vittorio Battarra (ep. 29 e The Final Act), Valerio Ruggeri (st. 2-6) (ed. italiana)
È il nonno paterno di Kagome. È il sacerdote del tempio di famiglia ed è convinto di possedere amuleti e talismani magici.

### Eri, Yuka e Ayumi
Doppiate da: Eri: Yuki Masuda (ed. giapponese), Valeria De Flaviis (st. 1-2) e Valeria Vidali (st. 3-6) e Rossella Celindano (The Final Act) (ed. italiana); Yuka: Kaori Shimizu (ed. giapponese), Veronica Puccio (st. 1-6) e Giada Arcangeli (Final Act) (ed. italiana); Ayumi: Nami Okamoto (ed. giapponese), Francesca Manicone (st. 1-6) e Veronica Cannizzaro (The Final Act) (ed. italiana)
Eri (絵理?), Yuka (由加?) e Ayumi (あゆみ?) sono le migliori amiche di Kagome, sue compagne di classe. Yuka è quella con i capelli molto corti, ma che non porta il cerchietto. Ayumi è la più studiosa. Eri e Yuka pensano che Kagome non dovrebbe frequentare soggetti come Inuyasha, ma che dovrebbe buttarsi fra le braccia di Hojo. Sono però comunque sempre curiose di sapere cosa succede tra Kagome e Inuyasha, che loro credono un teppista e che incontrano una sola volta nella serie.

### Hojo
Doppiato da: Yūji Ueda (ed. giapponese), Daniele Raffaeli (st. 1-6) (ed. italiana)
Hojo (北条?, Hōjō) è un compagno di scuola di Kagome. Infatuato di quest'ultima, le fa sempre molti regali per tutte le sue malattie immaginarie. La invita spesso a uscire e Kagome, la maggior parte delle volte, accetta perché spinta dalle sue compagne o per fare un dispetto a Inuyasha. Ma alla fine capirà che Kagome non è innamorata di lui.

### Midoriko
Midoriko (翠子?) è una miko vissuta cinquecento anni prima, durante il turbolento periodo Heian, nel villaggio degli sterminatori di demoni. Indossava un'antica armatura e munita di una spada, la sua forza era tale da poter annientare dieci demoni in una volta sola. Era in grado di purificare l'anima dei demoni estraendola direttamente dai loro corpi, cosa che faceva impaurire i demoni che volevano ucciderla. Poiché il suo potere era troppo forte, i demoni che la odiavano non erano in grado di avvicinarsi a lei, tuttavia percepirono i sentimenti neri di un uomo che la desiderava segretamente e s'impossessarono infine di lui, unendosi insieme e dando origine al "grande demone drago", un agglomerato di demoni minori. Lo scontro con il "grande drago" andò avanti per sette giorni ininterrotti e, ridotta allo stremo delle forze, venne infine sopraffatta dai demoni, che cercarono infine di assorbire il suo spirito. Usando le sue ultime forze, legò il suo animo a quello dei demoni, espellendolo infine dal suo corpo e creando così la Sfera dei Quattro Spiriti. Nonostante i secoli passati, il suo corpo è rimasto intatto, mummificato dentro una grotta vicino al villaggio di Sango, avvolto dai cadaveri dei centinaia di demoni che tentarono di divorarla. Benché sia lei sia i demoni infine morirono fisicamente, le loro anime finirono dentro al gioiello, che si combattono in un duello senza fine. Dal suo spirito puro è nato "Naohi", lo spirito buono della sfera. Nel manga il suo spirito viene cancellato dal desiderio di Naraku per preparare il posto a Kagome, invece nell'anime viene purificato dal desiderio della ragazza.

### Grande Demone Cane
Doppiato da: Takumi Kurebayashi (ed. giapponese), Romano Malaspina (ed. italiana)
Il Grande Demone Cane (犬の大妖怪?, Inu no Daiyōkai) o Generale Cane (犬の大将?, Inu no Taishō) è il padre di Inuyasha e Sesshomaru. Il personaggio appare per la prima volta nel terzo film: durante la notte in cui nascerà Inuyasha, per salvare la madre del mezzodemone, Izayoi, non esitò ad attaccare il castello di Takemaru, pur essendo stato ferito in pieno petto dagli artigli di Ryukotsusei, morendo poi nello scontro con il samurai, poco dopo aver scelto il nome del secondo figlio. Possessore originale di Tessaiga, Tenseiga e So'unga, prima della sua morte ordina ai suoi sottoposti Myoga, Totosai e Saya che le prime due spade vadano consegnate ai suoi figli, mentre per l'ultima non lascia indicazione su cosa farne e così lo spirito Saya si propone di fare da custode della spada e di tenerla sigillata con il suo potere per settecento anni. È stato uno dei demoni completi più potenti, nonché generale delle armate in caso di invasioni, come quella del clan dei gatti-pantera. Oltre alla forma umanoide, disponeva della trasformazione in un enorme cane e anche una gigantesca forma demoniaca, con la quale appare ormai defunto nel suo cimitero.

## Personaggi diYashahime: Princess Half-Demon

### Towa Higurashi
Doppiata da: Sara Matsumoto (ed. giapponese)
Towa Higurashi (日暮とわ?, Higurashi Towa) è la narratrice e protagonista della serie. È una delle due figlie mezzodemone di Sesshomaru e Rin, e la sorella gemella di Setsuna, cresciuta nel Giappone dell'era Reiwa da Sota Higurashi e dalla sua famiglia, dopo essere finita nel futuro tramite un vortice temporale generato dall'albero sacro dieci anni prima dell'inizio della storia. Incontra Setsuna e Moroha quando queste giungono nel presente grazie al Testa di Radice, e successivamente decide di tornare con loro nell'epoca Sengoku per recuperare i ricordi della gemella. A causa di com'è cresciuta fa fatica ad adattarsi alle regole dell'epoca Sengoku. All'inizio della storia ha 14 anni e frequenta le scuole medie, ma ha dovuto cambiare spesso istituto in quanto spesso coinvolta in risse con diversi teppisti, cosa che ha spinto i genitori adottivi a iscriverla alla scuola femminile Saint Gabriel. Particolarmente portata nelle arti marziali, è solita indossare abiti maschili perché più pratici per il combattimento. Brandisce una spada denominata Kikujūmonji e porta la perla arcobaleno d'argento nell'occhio sinistro, donatale dal padre quando era ancora in fasce. Ragazza adolescente dalla personalità molto forte e determinata, coraggiosa e di buon cuore, è sempre pronta a prestare aiuto e sostegno a chi ne ha più bisogno ricorrendo anche a metodi drastici e si sente responsabile nei riguardi della sorella gemella. È tanto legata alla famiglia Higurashi che l'ha cresciuta e col tempo durante le diverse avventure che la coinvolgono, istaura un rapporto molto stretto e profondo con la sorella e poi con Moroha e poi una particolare alchimia con il misterioso Riku. Allo stesso tempo, anche se non ha mai potuto conoscerli Towa fa intendere di provare un sincero affetto nei confronti dei suoi genitori naturali, tanto che fin dall'inizio si rifiuta di fare qualunque cosa che possa nuocere il padre Sesshomaru o la madre Rin.

### Setsuna
Doppiata da: Mikako Komatsu (ed. giapponese)
Setsuna (せつな?) è la seconda protagonista della serie e la gemella di Towa, nonché figlia di Sesshomaru e Rin. Ha un carattere molto simile a quello del padre: tranquillo, silenzioso e imperturbabile verso gli eventi che accadono attorno a lei. Lei e Towa sono state separate da un incendio all'età di quattro anni, ma a differenza della sorella è rimasta a vivere nel periodo feudale, dove prima è stata cresciuta dalla mezzodemone Shiori (con Sesshomaru che vegliava sempre su di lei da lontano) e poi ha iniziato a lavorare come uno degli sterminatori di demoni agli ordini di Kohaku sempre sotto la supervisione dell'anziana Kaede, che a sua volta l'aveva accolta nel suo villaggio. All'inizio della storia si ricongiunge con la sorella dopo essere stata trasportata nell'era Reiwa dal Testa di Radice tramite l'albero sacro insieme a Moroha, tuttavia non riconosce la gemella poiché ha perso i ricordi della sua infanzia sono stati rubati da un insetto noto come "farfalla dei sogni" e per questo è ostile e fredda nei confronti di Towa e diffidente verso Moroha. Towa e Moroha riescono però a convincerla a tornare nel passato e a intraprendere un viaggio per recuperare i suoi ricordi. Man mano che il tempo passa, Setsuna si avvicina e si affeziona sempre di più a Towa e a Moroha, verso le quali impara ad aprirsi mostrando un aspetto molto più dolce e sensibile del suo carattere, ereditato dalla madre Rin, alla quale Setsuna si sente profondamente e inspiegabilmente legata anche se non l'ha mai incontrata. Combatte brandendo la naginata Kanemitsu no Tomoe e porta la perla arcobaleno dorata nell'occhio destro.

### Moroha
Doppiata da: Azusa Tadokoro (ed. giapponese)
Moroha (もろは?) è la terza protagonista della serie, figlia unica di Inuyasha e Kagome (di cui però non possiede ricordi, poiché sin da quando era piccola è stata cresciuta dalla tribù Yoro) e caratterialmente la più allegra, spensierata e socievole del trio, ma anche la più selvaggia. Venne allontanata da Inuyasha e Kagome appena nata per proteggerla dalla minaccia di Kirinmaru. Ragazzina sempre energica e solare, possiede una personalità tanto simile al padre Inuyasha: testarda, ribelle, orgogliosa e impulsiva, ma ha ereditato anche la natura gentile e affettuosa di sua madre Kagome. Soprannominata "Moroha assassina di demoni" e "Beniyasha", viene introdotta come una cacciatrice di taglie quattordicenne che è solita barattare le spoglie dei demoni che uccide (testa, zanne, corpo) con un certo Shikabaneya Jyubei. Come il padre è solita combattere con una spada dotata di poteri demoniaci, la Kurikaramaru, ma allo stesso tempo ha ereditato anche le potenti capacità esorcizzanti della madre ed è molto abile nell'utilizzo della spada. Possiede la perla dell'arcobaleno rossa, che tiene all'interno di una conchiglia, quella che sua nonna paterna Izayoi utilizzava per truccarsi. Durante il suo soggiorno nell'era Showa si affeziona molto al bisnonno materno e nel corso degli eventi si lega sempre di più a Towa e a Setsuna, che diverranno le sue prime e vere migliori amiche e compagne di lotta e avventure. Grazie a Sesshomaru, in presenza anche di Towa e di Setsuna, incontra finalmente i suoi genitori con i quali avrà un intenso e commovente ricongiungimento. Nella fase iniziale di sceneggiatura, doveva essere un maschio.

### Hisui
Doppiato da: Takehiro Urao (ed. giapponese)
Hisui (翡翠?) è il terzo figlio di Miroku e Sango, fratello minore delle gemelle Kin'u e Gyokuto, e nipote (di zio) di Kohaku, che appare per la prima volta alla fine della serie originale da bambino. Riappare in Yashahime come cacciatore di demoni e braccio destro dello zio materno, a cui è molto affezionato e leale, nonché come compagno di squadra della giovane Setsuna. Dalla madre ha ereditato il gigantesco boomerang Hiraikotsu e la nekomata Kirara. Ha un carattere piuttosto timido, ma potenzialmente è determinato e responsabile nei suoi doveri da cacciatore. Inizialmente considera suo padre un codardo, ma dopo aver visto le sue abilità di monaco inizia a ricredersi.